# 奥萨·本特松
奥萨·本特松（瑞典語：Åsa Bengtsson，？—），瑞典女子高山滑雪运动员。她曾代表瑞典参加1994年冬季残疾人奥林匹克运动会高山滑雪比赛，获得一枚金牌和一枚铜牌。